# Ignazio Montemagno
Ignazio Giuseppe Nicola Epifanio Montemagno, conosciuto semplicemente come Ignazio Montemagno (Caltagirone, 5 gennaio 1768 – Contessa Entellina, 21 agosto 1839), è stato un vescovo cattolico italiano,  83º vescovo di Agrigento.

## Biografia

### Carriera ecclesiastica
Nacque a Caltagirone il 5 gennaio 1768. Giovanissimo entrò nell'Ordine dei frati minori conventuali divenendone uno dei frati e il 18 dicembre 1790, all'età di 23 anni, ne divenne uno dei sacerdoti. Il 3 luglio 1837 venne selezionato da papa Gregorio XVI come il possibile prossimo vescovo di Girgenti e ciò venne confermato il 2 ottobre dello stesso anno dove ottenne anche l'ordinazione dalle mani del vescovo di Caltagirone Benedetto Denti. Il suo episcopato fu breve, durò infatti appena due anni ed egli morì il 21 agosto 1839 a Contessa Entellina, durante la sacra visita pastorale all'abbazia di Santa Maria del Bosco.

## Genealogia episcopale
La genealogia episcopale è:
- Cardinale Scipione Rebiba
- Cardinale Giulio Antonio Santori
- Cardinale Girolamo Bernerio, O.P.
- Arcivescovo Galeazzo Sanvitale
- Cardinale Ludovico Ludovisi
- Cardinale Luigi Caetani
- Cardinale Ulderico Carpegna
- Cardinale Paluzzo Paluzzi Altieri degli Albertoni
- Papa Benedetto XIII
- Papa Benedetto XIV
- Cardinale Enrico Enriquez
- Arcivescovo Manuel Quintano Bonifaz
- Cardinale Buenaventura Córdoba Espinosa de la Cerda
- Cardinale Giuseppe Maria Doria Pamphilj
- Cardinale Tommaso Arezzo
- Arcivescovo Domenico Benedetto Balsamo, O.S.B.
- Vescovo Benedetto Denti, O.S.B.
- Vescovo Ignazio Montemagno, O.F.M.Conv.